# 導引星表
導引星表（縮寫：GSC），有稱為GSC導星星表或哈伯太空望遠鏡導星星表（HSTGC），是編譯來支援哈伯太空望遠鏡的離軸目標恆星目錄。GSC-I 包含二千万顆視星等從6至15等的恆星；GSC-II包含945,592,683 顆涵蓋至21等的恆星。並盡可能的將聯星和非星天體排除在外或標記為不符合精細導星感測器需求的目標。這是第一份專門為外太空導航創建的全天星體目錄。

## 歷史

### 第1.0版
這份目錄的第一版在1989年出版。第一版目錄是由是由帕洛瑪施密特快速V北半球巡天和英國施密特SERC-J南半球巡天的數位影像所創建。這份目錄中所包含的星等範圍從7至16等，並且在分類上防止了非星天體成為導引星。在每一片施密特乾版的中心區域，光度是以光電序列（9-15星等）為基礎。恆星光度法有系統的排除了星系。天體測量依據乾版的赤緯，使用AGK3星表、SAO星表、或CPC星表。雖然相對的天體測量（HST的需要）大約是0.3角秒，但是由於系統的偏差，在乾版邊緣的會達到1至2角秒

### 第1.1版
這一版第一次的出版是在1992年。Tycho Input Catalog是依巴谷/第谷國際財團在籌備依巴谷衛星任務時創建的星表，它們製做的星表至11等星都包含所有可以使用的最佳資料。加上添加自GSC星表的亮星資料，成就為一個完整的全天星表。此外，也修正和糾正了許多因為儀器周圍的光暈，或亮星繞射峰值產生的虛假與錯誤的影像。有些南半球的攝影乾版中心附近的亮星（星等亮於3等）也經過處理，並加入星表中。這份星表被HST 使用在15個操作週期中。

### 第1.2版
第1.2版在2001年發布，這個版本可以減少對乾版的位置和系統誤差的依賴性，它是與位在海德堡的海德堡大學天文學計算研究所合作製作的。 PPM和AC被做為參考目錄，絕對位置的誤差減少至0.3到0.4角秒。

## 目錄型式
當輸入一個目錄的查詢條目時，其格式為GSC FFFFF-NNNNN，或以GSCfffff0nnnnn（fffff0nnnnn）代替。 F序列是引用哈伯天區的功能變數代碼。

## 導引星表 II
在2008年，推出了導引星表的擴充版，GSC II（Guide Star Catalog II），是由太空望遠鏡科學研究所的星表和巡天部門編譯的。它輸入了945,592,683恆星的位置和分類，以及455,851,237 恆星的星等。此版本最新的修訂版是V2.3.2，並使用在哈伯太空望遠鏡的精確定位。

## 外部連結
- GSC I and GSC II home
- GSC II